# Provocative Wave For Music
Provocative Wave For Music (plus communément abrégé PWFM) est un collectif français rassemblant une communauté d'amateurs de musique électronique au travers d’une webradio, d'un groupe Facebook et d'un webzine. 
L'objectif de PWFM est à la fois de promouvoir les artistes prometteurs de la scène électronique tout en rapprochant les différents acteurs de celle-ci.

## Histoire
PWFM naît le 27 octobre 2015 avec la création d’un groupe Facebook dont le but est de partager des titres de musiques électroniques et des bons plans partout en France, mais aussi à l’étranger. Le groupe réunit près de 20 000 membres en 2017, parmi lesquels on retrouve artistes, organisateurs d'évènements ou simples amateurs.
En novembre 2015, les fondateurs décident de se lancer dans un nouveau projet en créant un site web comprenant une webradio. La webradio se veut être collaborative et permet de faire découvrir de jeunes producteurs ou talents émergents aux auditeurs. Chaque artiste peut envoyer ses productions musicales à l’équipe de PWFM, qui sont ensuite écoutées puis sélectionnées pour diffusion. Le site web regroupe également une partie webzine avec des articles tels que des chroniques, interviews d’artistes ou de collectifs, etc. Les organisateurs d’événements peuvent également y faire figurer leurs événements dans la rubrique agenda.
Toujours dans le but de faire découvrir des artistes prometteurs, PWFM presse son propre vinyle en avril 2016. Ce dernier est composé de 6 titres de 6 jeunes producteurs différents,. Pour sélectionner ces artistes, ces derniers ont la possibilité de s'inscrire sur le site web pour faire figurer un de leurs titres sur le vinyle. Le choix est ensuite laissé aux auditeurs de la webradio qui votent pour leur artiste préféré. Une seconde sortie, sur le même principe, est prévu pour courant 2017. 
PWFM organise depuis 2016 des évènements au sein de Paris comme le 6B, le Glazart, et Fluctuat Nec Mergitur. Avec toujours cette même volonté, celle de laisser la place aux jeunes artistes. Depuis le printemps 2017, PWFM se lance aussi dans le booking (réservation) avec huit jeunes artistes préalablement sélectionnés afin de les pousser vers les promoteurs.